# Atriolum glauerti
Atriolum glauerti är en sjöpungsart som först beskrevs av Wilhelm Michaelsen 1930.  Atriolum glauerti ingår i släktet Atriolum och familjen Didemnidae. Inga underarter finns listade.